# Hotel Caracas Palace
O Hotel Caracas Palace é o nome que recebe um arranha-céu em frente à Praça Altamira, no município de Chacao, Estado de Miranda, ao leste da Região metropolitana de Caracas.
Fundado em 1998, possui 32 pavimentos e uma altura estimada em 118 metros. O Hotel dispõe de 212 quartos, dos quais 178 são duplos e são 34 suítes. Ele está localizado em uma das mais valiosas áreas residenciais da cidade e algumas das estradas mais utilizadas do município.